# Казанский автобус
Казанский автобус — автобусная система города Казани.
По состоянию на 2024 год в городе существует 55 автобусных маршрутов. Общее количество автобусов, работающих на городских маршрутах — 609.

## Маршрутная система
В маршрутной сети есть встречно-кольцевые №№ 10/10а, 28/28а, 35/35а, а также особо длинные междугородные №45, 46, 62, 37, 55, 1 и пригородно-городские №№ 36,78, 90, 91, 93. В Казани есть и сезонные маршруты: №№ 39C, 41C, 92C, 101C, 109C, 111C.
Автобус является самым популярным видом общественного транспорта в Казани: в 2016 году им было перевезено около 74 % пассажиров.
Движение всех автобусов отслеживается с помощью автоматизированной системы управления, основанной на спутниковой навигации. Отслеживать движение автобусов может любой пользователь Интернета.
На маршрутах задействованы кондукторы и, помимо оплаты за наличный расчёт, действуют банковские карты и общегражданские (с разными тарифными планами пополнения, включая проездные по срокам и «электронный кошелёк»), а также льготные электронные транспортные карты. С 2021 года развивается система оплаты без кондуктора в троллейбусных и некоторых автобусных маршрутах. В 2023 году вводится офлайн-оплата по банковским картам для ускорения получения билета, списание происходит не моментально.
Стоимость проезда с 1 января 2025 года — 43₽ наличными, 43₽ по банковской или транспортной карте; билет на 100 поездок стоит 3 300 рублей.

## История, маршруты и подвижной состав
Первые автобусные рейсы в Казани состоялись в 1925 году.

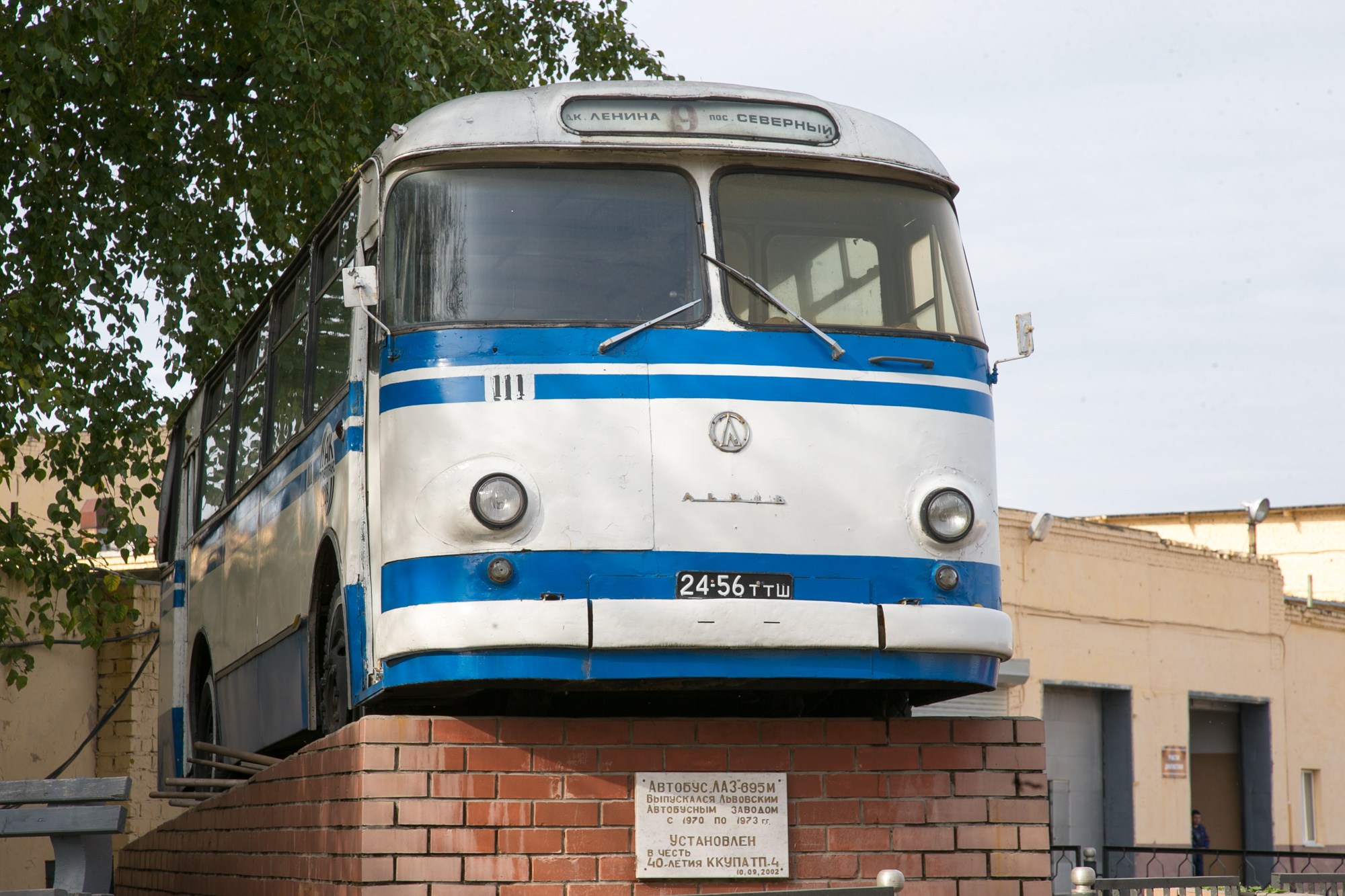
Автобус-памятник ЛАЗ-695 у КПАТП-4

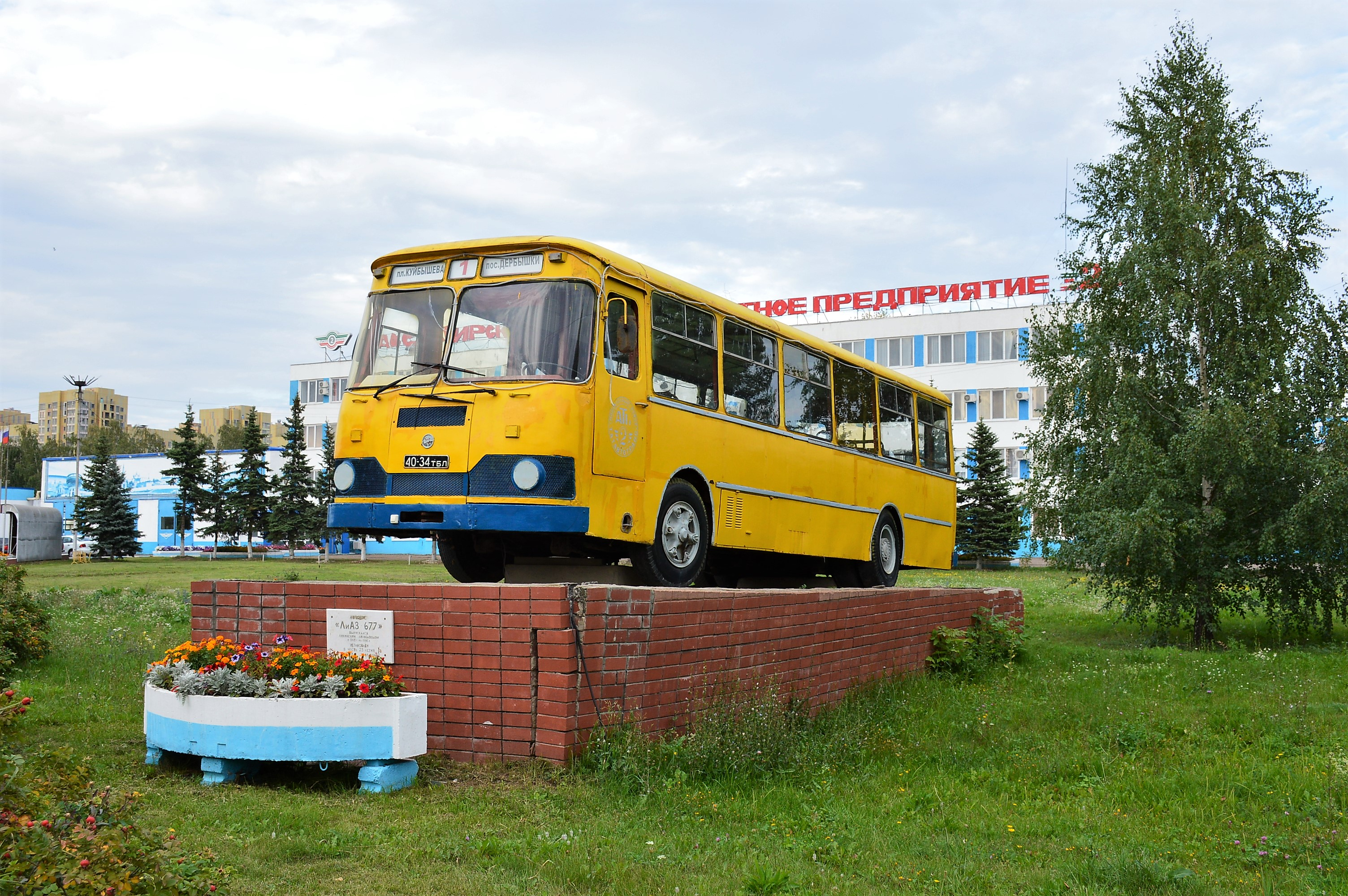
Автобус-памятник ЛиАЗ-677 у КПАТП-2

За время существования автобусного движения в Казани его развитие происходило так же, как и большинстве крупных городов страны. Таким образом, в 1960—70-х годах основной парк автобусов состоял из средних ЛАЗов и больших ЛиАЗов, а в 80—90-х — из «Икарусов», как однообъёмных больших, так и сочленённых особо больших автобусов-«гармошек» Икарус-280, которые, однако, были получены городом значительно позже и в значительно меньших количествах, чем в других крупнейших городах страны, включая даже татарстанские Набережные Челны. Соответственно, сочленённые автобусы-«гармошки» эксплуатировались на немногих маршрутах - №№ 7, 8, 11, 23, 24, 26, 33, 46, 49, 52, 56, 76. С развитием города с пассажиропотоком, особенно в часы пик, справлялись не все маршруты, например, «легендарные» №№ 26, 46, 56 (несмотря даже на «гармошки»). С конца 1980-х годов параллельно обычным «социальным» стали появляться «коммерческие» экспрессные или удлинённые маршруты с повышенной стоимостью проезда. К 2000-м годам у основных муниципальных перевозчиков АТП маршруты де-факто исполнялись плохо и большая часть парка практически износилась, несмотря на обновление большими автобусами российскими ЛиАЗ-5256, чешскими Karosa (в т.ч. единственными помимо Икарусов «гармошками» Karosa B 841 ), турецкими Mercedes-Benz. На смену им преимущественно пришли «маршрутки» — малые автобусы ПАЗ и микроавтобусы ГАЗель, принадлежащие в своём большинстве частным владельцам, имеющим лицензии на перевозку пассажиров в городе. Как результат, формировались многочисленные новые маршруты, у которых были и достоинства, и недостатки помимо малого размера и тесноты. Частные «маршрутки» соединяли многие районы города, но не имели утвержденных расписаний, и, как правило, эксплуатировались с многочисленными нарушениями, базировались не в автопарках, а во дворах, не проходили техосмотры и медосвидетельствования, 
имели водителями и кондукторами гастарбайтеров и даже криминалов[прояснить], не перевозили по общегражданским и социальным проездным, не перевозили бесплатно детей.
В 2007 году в городе система автобусного сообщения была радикально пересмотрена и заменена на цивилизованную. Помимо уменьшения, изменения и перенумерации на №№ 1—99 маршрутов движения, транспортная реформа впервые в России предусматривала почти полное обновление парка на преимущественно большие и средние низкопольные и полунизкопольные модели, с двигателями экологического стандарта Евро-3. Реформа получила позже национальную транспортную премию «Золотая колесница».
Автобусный парк был обновлён на машины трёх классов разных производителей — российского (НефАЗ-5299 большие), белорусского (МАЗ-103, МАЗ-203 большие низкопольные, МАЗ-206 малые низкопольные), китайского (Golden Dragon 6112 большие, 6102 средние, 6840 малые; Higer 6118 средние, 6891 малые; Yutong 6737 малые), украинского (Богдан А092 малые) и южнокорейского (Hyundai County HD17 особо малые) производства. Имевшихся до 2007 г. в небольшом количестве особо больших сочленённых автобусов (Ikarus, Karosa), однако, задействовано не было, и далее таковые в городе не эксплуатируются, в отличие от российского и мирового опыта больших городов.
При внедрении транспортной реформы были официально отменены все маршрутные такси мелких ИЧП, которые были в основной своей массе (около 2000 шт.) представлены маркой ПАЗ-3205 (малые) и ГАЗель (особо малые).
Впервые в России все новые автобусы, независимо от марки, получили окраску в красный цвет, аналогично лондонским и некоторым другим. Среди горожан ставшее нарицательным цельное выражение «красный автобус» (и «краснобус») по большей части заменило бытовавшее ранее определение «маршрутка».
К 2009 году были упразднены маршруты №№ 3, 7, 12, 13, 14, 16, 17, 21, 24, 26, 27, 32, 38, 48, 50, 51, 58, 59, 64, 67, 70, 73, 80, 82, 86, 94, 95; автобусы №№ 93, 94 переведены в разряд сезонных.
В 2012—2013 гг. парк также существенно был обновлён: выведены из эксплуатации практически все китайские и корейские модели среднего и малого класса, такие как Golden Dragon, Higer, Hyundai County, Yutong, ISUZU «Богдан». Были закуплены новые автобусы, такие как ПАЗ-3237, НефАЗ-5299-30-32, МАЗ-103, МАЗ-206. Были изменены некоторые маршруты и добавлены новые.
В 2016 году было закуплено 108 больших низкопольных автобусов МАЗ-203.
16 сентября 2017 года был открыт маршрут 70 и закрыты маршруты 83 и 98.
В 2018 году было закуплено свыше 100 больших низкопольных автобусов МАЗ-203. 1 мая начался перевод маршрута № 55 на автобусы большой вместимости. В августе испытывали электробус Volgabus, но позже он был отправлен в Великий Новгород. 1 октября на маршруты МУП «ПАТП-2» вышли автобусы марки НефАЗ-5299-40-57. 24 октября они вышли на маршрут 62, который обслуживает ООО «Агромир».
В конце 2010-х — начале 2020-х годов также были произведены значительные пополнения, в том числе газобаллонными КамАЗ-НефАЗ, а также в 2021—2022 гг. происходила опытная эксплуатация электробусов НефАЗ на троллейбусном маршруте № 3.
В 2024 году, перед саммитом БРИКС, в Казань поступило ещё 100 новых автобусов НефАЗ-5299-40-57 на газовом топливе. Планировалось до конца года довести их количество до 157.

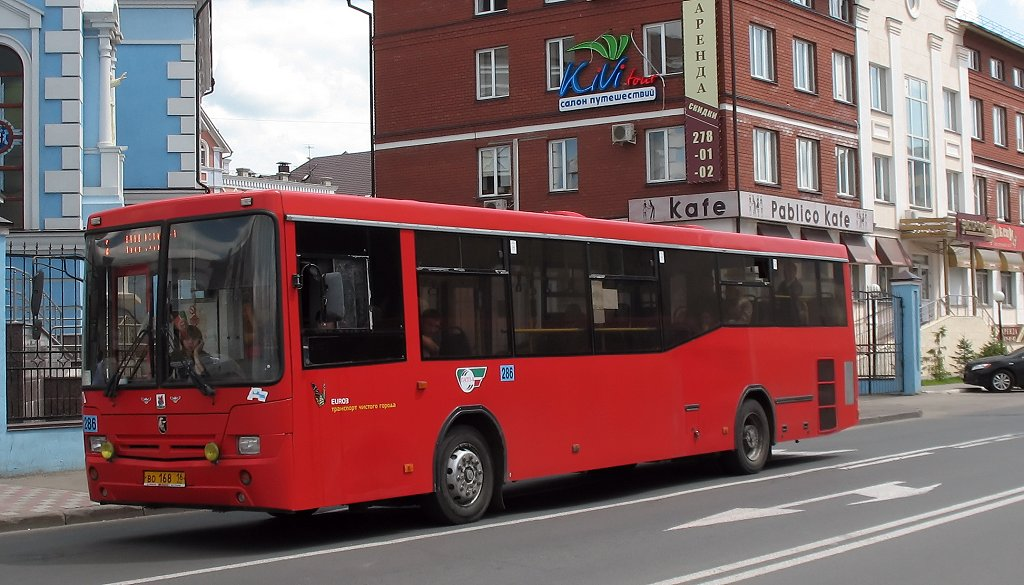
НефАЗ-5299
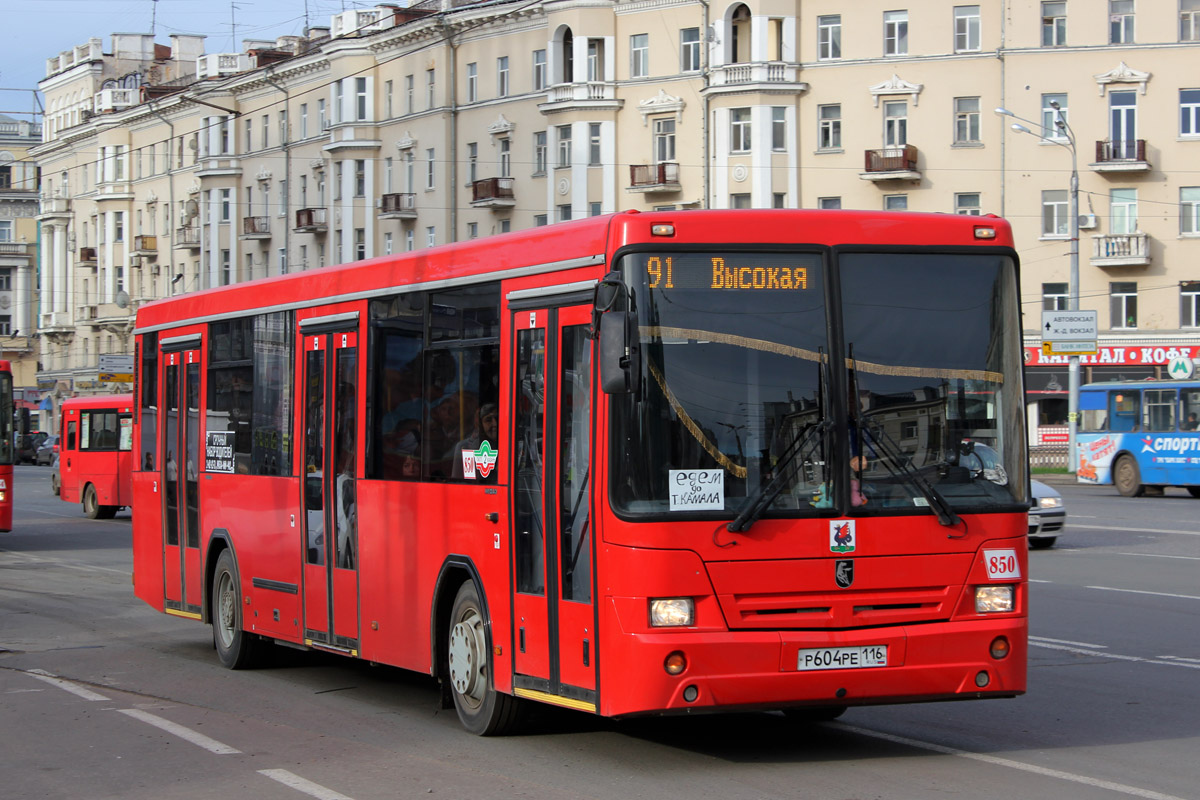
НефАЗ-5299  на площади Тукая
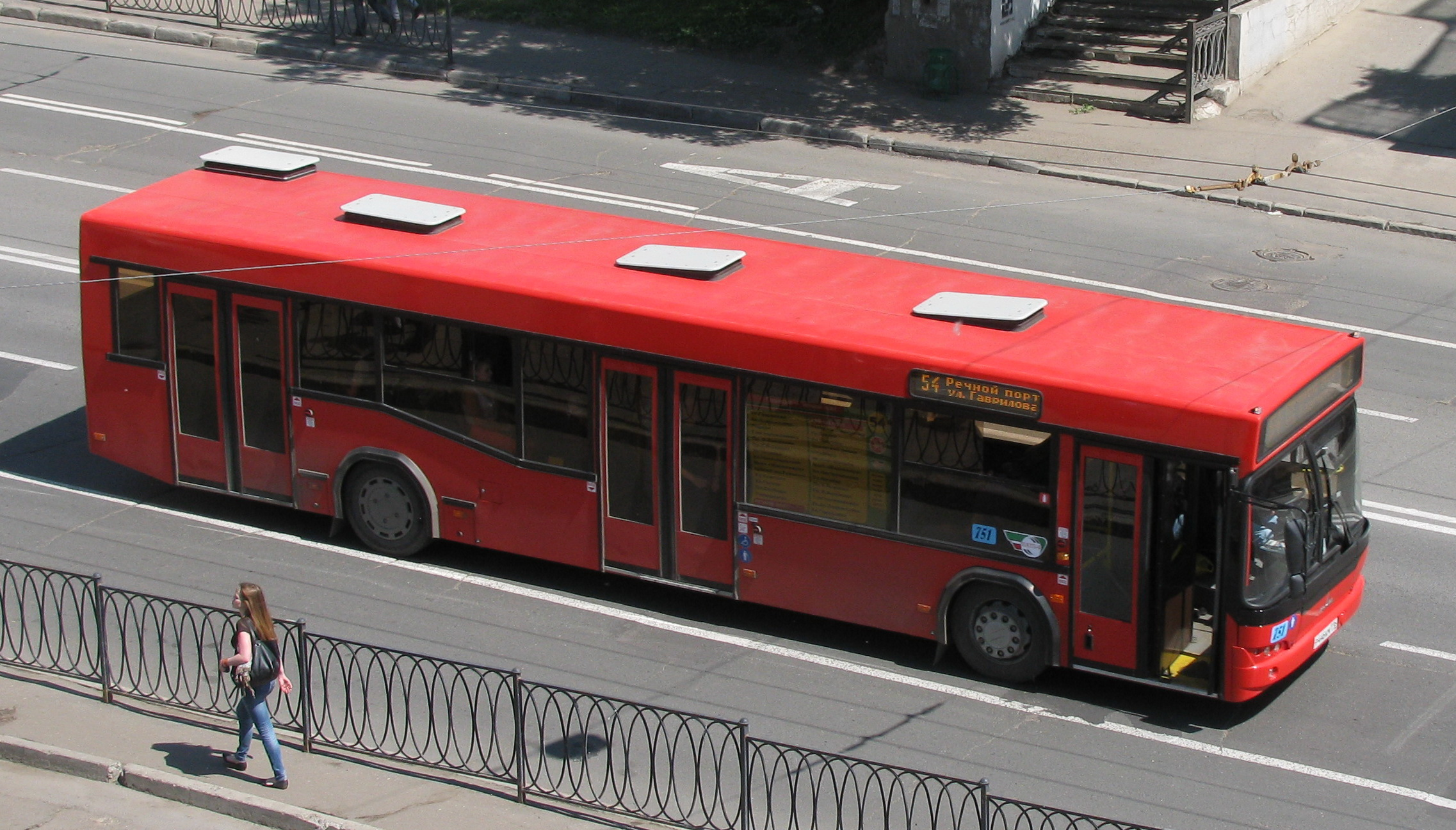
МАЗ-103  на улице Пушкина
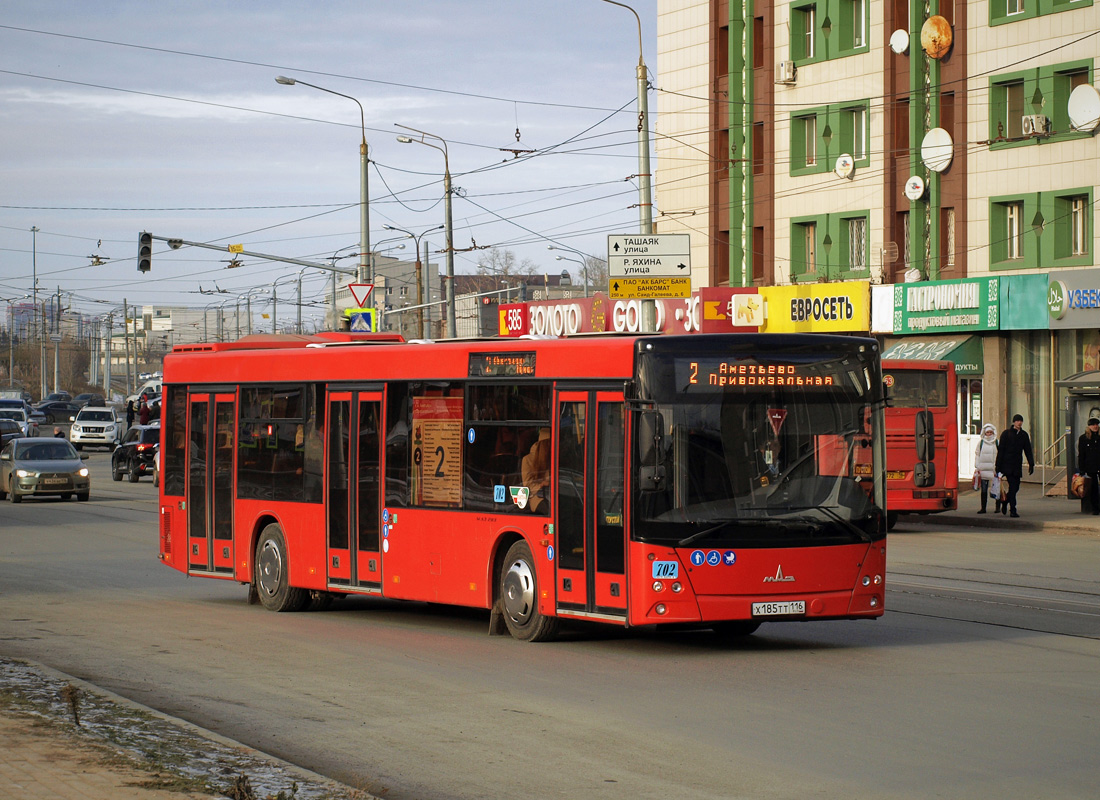
МАЗ-203  на маршруте № 2
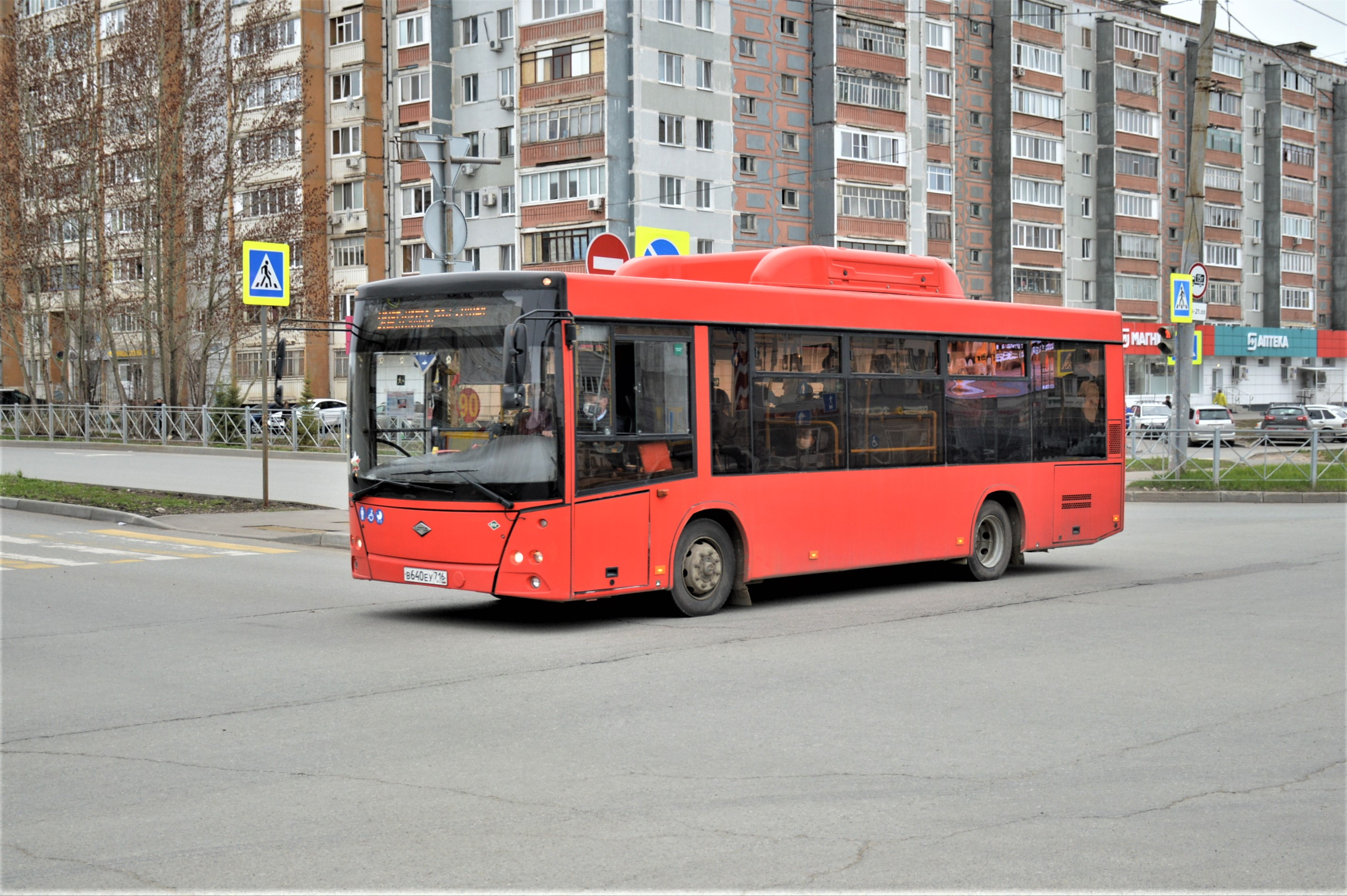
Lotos-206
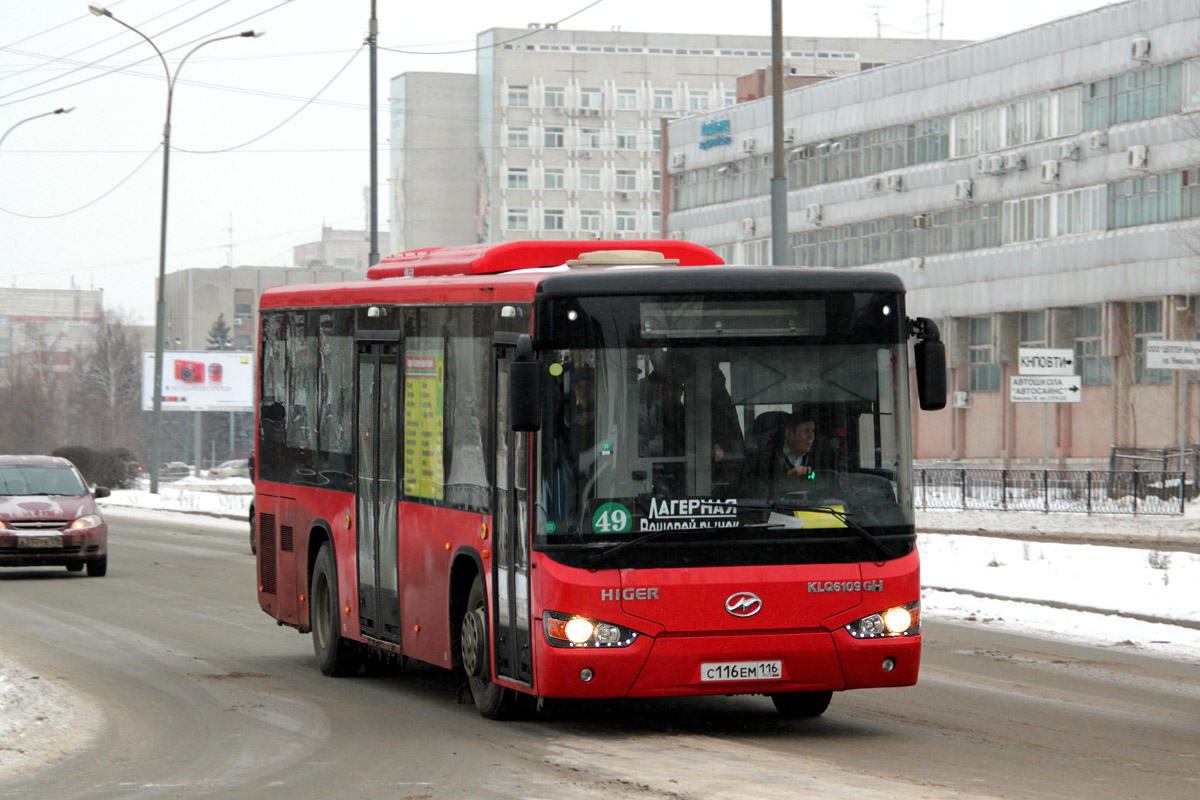
Higer на улице Короленко
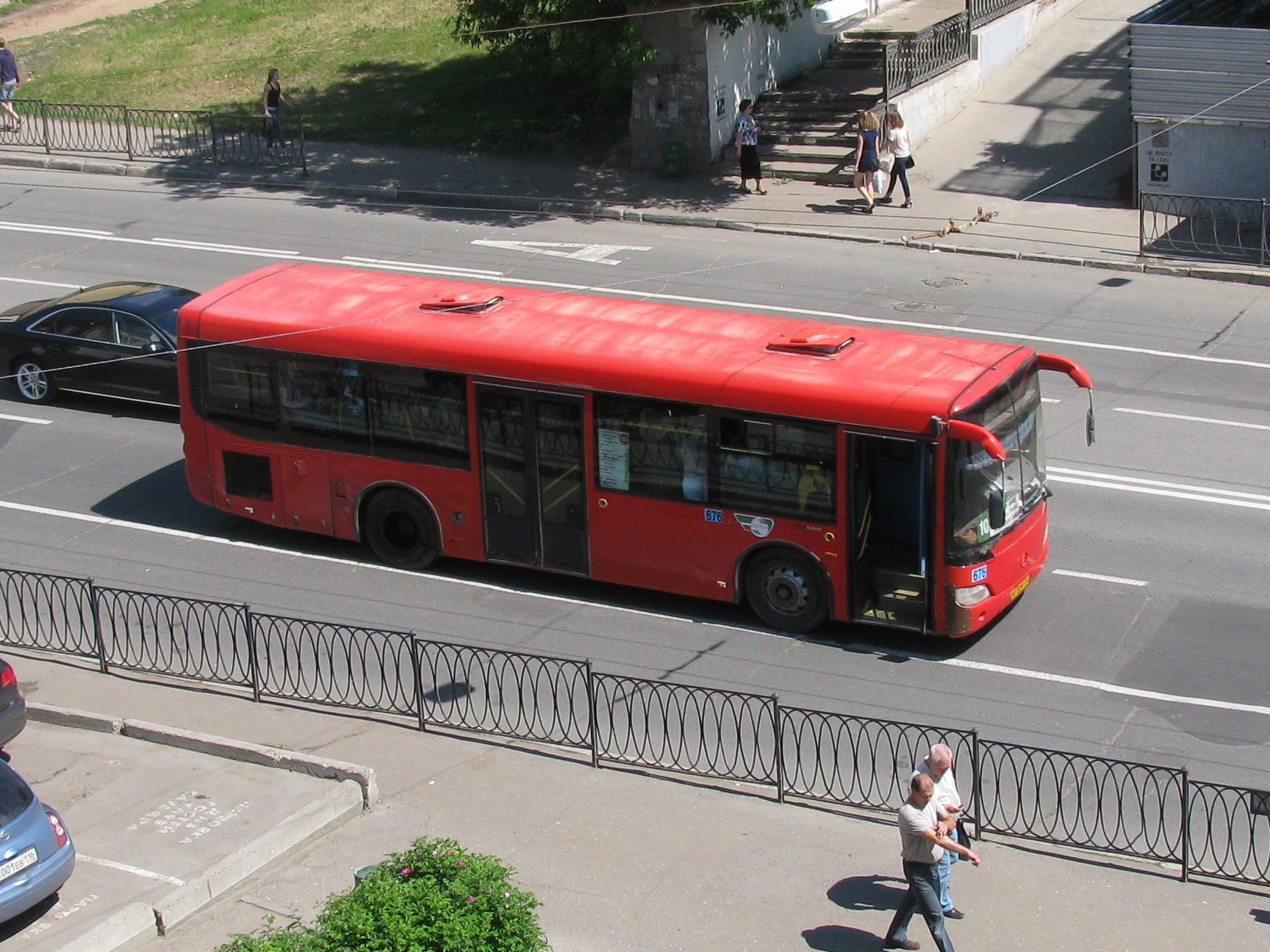
Golden Dragon на улице Пушкина
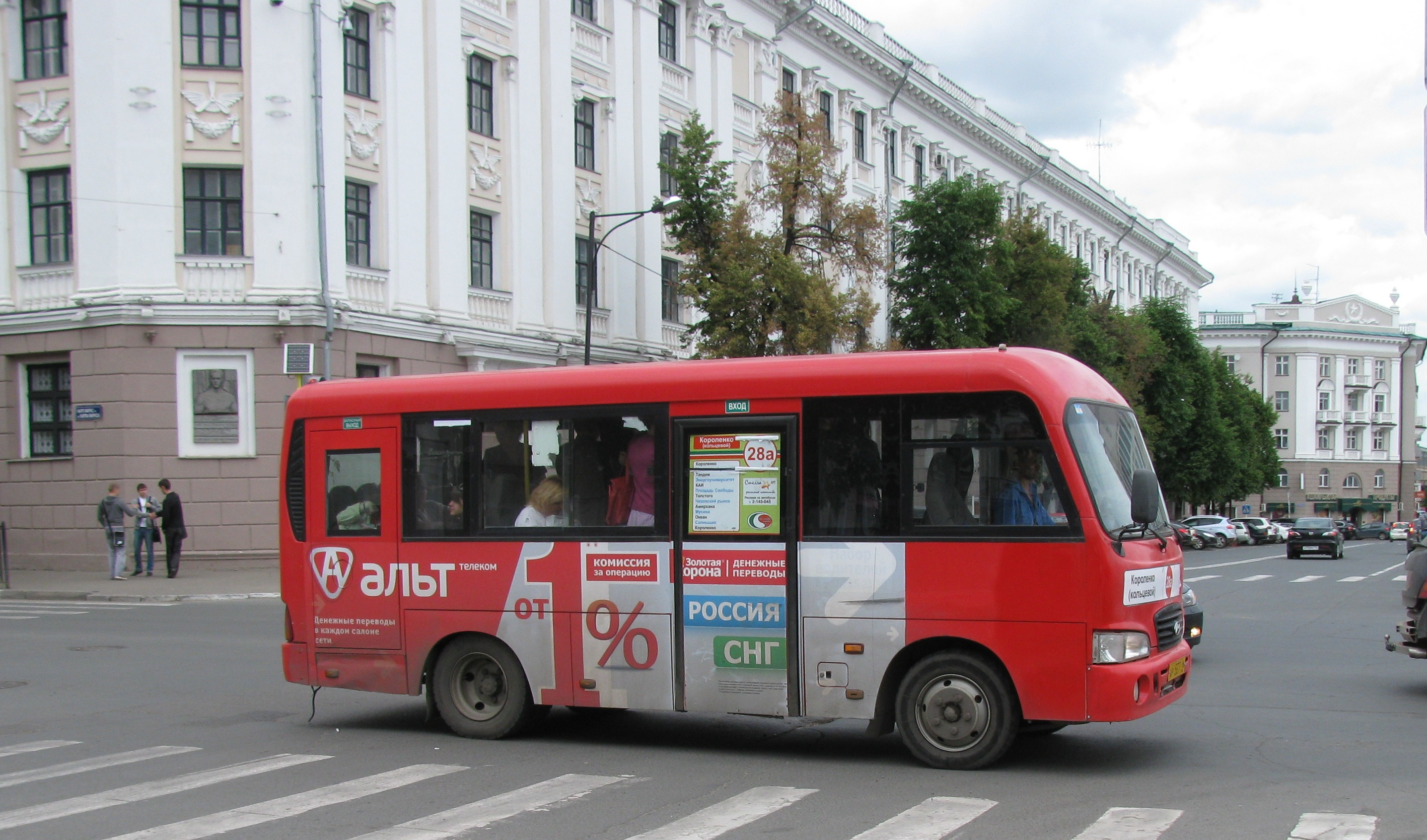
Hyundai County на Площади Свободы

## Критика
К 2024 году автобусная система Казани столкнулась с сильным дефицитом кадров, обусловленным недостаточной заработной платой и тяжёлыми условиями труда, а также оттоком мигрантов. По оценкам, именно нехватка 850 водителей и 850 кондукторов заставила сократить заявку на обновление парка с 263 до 157 единиц. Нехватка водителей также приводит к снижению количества машин на линиях, к сокращению и дроблению некоторых маршрутов. Общий пассажиропоток за 2023 год всё ещё заметно отстаёт от показателя 2019 года.
Несмотря на уменьшение аварийности по сравнению с «маршрутками», «красные автобусы» часто подвергаются критике за стиль вождения водителей (гастарбайтеров в значительной массе), связанный с гонкой за выручкой. Также вызывает недовольство массовое окончание работы некоторых маршрутов ранее предусмотренного графика (уже к 19:00—20:00).
Кроме того, несмотря на больший комфорт в сравнении с бывшими малыми и особо малыми автобусами, эксплуатирующееся большинство полунизкопольных средних и больших автобусов нередко подвергается критике пассажирами из-за неудобства ступенек в задней части салона, а иностранные модели — также перевозчиками за трудности в закупке запчастей.